# 김해시청역
김해시청역(Gimhae City Hall station, 金海市廳驛)은 경상남도 김해시 부원동에 위치한 부산-김해경전철의 역이다.

## 역명의 유래
개통 전 가역명은 삼정역이었고, 원래 시청역으로 운영할 예정이었으나 부산 도시철도와의 연계성을 고려하여 현재의 역명이 되었다.

### 승강장
2면 2선 상대식 승강장으로 운영되고 있으며,승강장에는 스크린도어가 설치되어 있다.
| 인제대↑ |
| \| 상   |
| ↓부원   |

| 상행 | ● 부산-김해 경전철 | 사상 방면   |
| 하행 | ● 부산-김해 경전철 | 가야대 방면 |

## 역 주변
- 김해시청
- 김해시 차량등록사업소
- 한국전력공사 김해지사
- 남산공원
- 김해남산 우편취급국
- 김해중앙여자중학교
- 김해중앙여자고등학교

## 인접한 역
| 부산-김해경전철     | 부산-김해경전철    | 부산-김해경전철     |
| ------------------- | ------------------ | ------------------- |
| 13 인제대 사상 방면 | ● 부산-김해 경전철 | 15 부원 가야대 방면 |